# Fânațurile de la Glodeni
Fânațurile de la Glodeni este o arie protejată (arie specială de conservare — SAC, sit de importanță comunitară — SCI) din România, desemnată în scopul protejării biodiversității și menținerii într-o stare de conservare favorabilă a florei spontane și faunei sălbatice, precum și a habitatelor naturale de interes comunitar aflate în arealul zonei de protecție. Aceasta este întinsă pe o suprafață de 147,3 ha, integral pe uscat.

## Localizare
Situl se întinde pe teritoriul administrativ al orașului Negrești și pe cel al comunei Rebricea din județul Vaslui. Centrul sitului Fânațurile de la Glodeni este situat la coordonatele 46°50′57″N 27°32′12″E / 46.849267°N 27.536642°E.

## Înființare
Situl Fânațurile de la Glodeni (ROSCI0080) a fost declarat sit de importanță comunitară în decembrie 2007 pentru a proteja 4 specii de plante și 1 specie de animale. Situl a fost protejat și ca arie specială de conservare în mai 2022. Acesta include rezervația naturală Fâneața de la Glodeni.

## Biodiversitate
Situată în ecoregiunea continentală, aria protejată conține 1 habitat natural: Stepe ponto-sarmatice.
La baza desemnării sitului se află mai multe specii protejate:
- plante (4): târtan (Crambe tataria), sânziana de stepă moldavă (Galium moldavicum), stânjenelul sălbatic de stepă (Iris aphylla subsp. hungarica), capul șarpelui (Pontechium maculatum subsp. maculatum)
- mamifere (1): popândău (Spermophilus citellus)

Pe lângă speciile protejate, pe teritoriul sitului au mai fost identificate 46 de specii de plante, 1 specie de mamifere, 1 specie de pești, 3 specii de reptile.